# Романівська сільська рада (Ананьївський район)
Романівська сільська́ ра́да — колишня адміністративно-територіальна одиниця та орган місцевого самоврядування в Ананьївському районі Одеської області. Адміністративний центр — село Романівка.

## Загальні відомості
Романівська сільська рада утворена в 1965 році.
- Територія ради: 45,3 км²
- Населення ради: 788 осіб (станом на 2001 рік)
- Територією ради протікає річка Журавка

## Населені пункти
Сільській раді підпорядковані населені пункти:
- с. Романівка
- с. Дружелюбівка
- с. Новодачне

## Населення
За переписом населення 2001 року в сільській раді мешкало 788 осіб.

### Мова
Розподіл населення за рідною мовою за даними перепису 2001 року:
| Мова       | Відсоток |
| ---------- | -------- |
| українська | 93,53 %  |
| молдовська | 5,96 %   |
| російська  | 0,38 %   |
| болгарська | 0,13 %   |

## Склад ради
Рада складається з 12 депутатів та голови.
- Голова ради: Албул Олександр Васильович
- Секретар ради: Шлапаченко Ольга Іванівна

### Керівний склад попередніх скликань
| Прізвище, ім'я, по батькові | Основні відомості                                                                       | Дата обрання | Дата звільнення |
| --------------------------- | --------------------------------------------------------------------------------------- | ------------ | --------------- |
| Албул Олександр Васильович  | Сільський голова, 1966 року народження, освіта середня спеціальна, член Народної партії | 26.03.2006   | 31.10.2010      |
| Албул Олександр Васильович  | Сільський голова, 1966 року народження, освіта середня спеціальна, член Партії регіонів | 31.10.2010   |                 |

Примітка: таблиця складена за даними сайту Верховної Ради України

### Депутати
За результатами місцевих виборів 2010 року депутатами ради стали:

#### За суб'єктами висування
| Суб'єкт висування                                       | Кількість обраних депутатів | %    |
| ------------------------------------------------------- | --------------------------- | ---- |
| Самовисування                                           | 8                           | 66,7 |
| Політична партія Всеукраїнське об'єднання «Батьківщина» | 4                           | 33,3 |

#### За округами
| № округу                                                | Прізвище, ім'я, по батькові  | Дата визнання обраним | Освіта             | Партійна приналежність                        | Відомості про обраного депутата                  |
| ------------------------------------------------------- | ---------------------------- | --------------------- | ------------------ | --------------------------------------------- | ------------------------------------------------ |
| Політична партія Всеукраїнське об'єднання «Батьківщина» |                              |                       |                    |                                               |                                                  |
| 4                                                       | Печенюк Любов Василівна      | 03.11.2010            | середня спеціальна | член Всеукраїнського об'єднання «Батьківщина» | загальноосвітня школа І-ІІІ ст., бібліотекар     |
| 10                                                      | Полюганич Наталя Григорівна  | 03.11.2010            | середня            | член Всеукраїнського об'єднання «Батьківщина» | поштове відділення, завідувачка                  |
| 11                                                      | Вихватенко Тетяна Василівна  | 03.11.2010            | середня            | член Всеукраїнського об'єднання «Батьківщина» | Романівська сільська бібліотека, завідувачка     |
| 12                                                      | Вихватенко Марія Федорівна   | 03.11.2010            | середня            | член Всеукраїнського об'єднання «Батьківщина» | тимчасово не працює                              |
| Самовисування                                           |                              |                       |                    |                                               |                                                  |
| 1                                                       | Майстренко Лідія Федорівна   | 03.11.2010            | вища               | позапартійна                                  | загальноосвітня школа І-ІІІ ст., вчитель         |
| 2                                                       | Гудима Олександр Петрович    | 03.11.2010            | середня спеціальна | позапартійний                                 | приватний підприємець                            |
| 3                                                       | Федоринич Таїсія Іванівна    | 03.11.2010            | середня            | позапартійна                                  | тимчасово не працює                              |
| 5                                                       | Гулько Ольга Леонідівна      | 03.11.2010            | вища               | позапартійна                                  | загальноосвітня школа І-ІІІ ст., заст. директора |
| 6                                                       | Лапій Антоніна Володимирівна | 03.11.2010            | середня спеціальна | позапартійна                                  | фельдшерсько-акушерський пункт, завідувачка      |
| 7                                                       | Шлапаченко Ольга Іванівна    | 03.11.2010            | середня спеціальна | позапартійна                                  | Романівська сільська рада, секретар              |
| 8                                                       | Шлапаченко Віктор Васильович | 03.11.2010            | середня спеціальна | позапартійний                                 | тимчасово не працює                              |
| 9                                                       | Немомняща Інна Василівна     | 03.11.2010            | середня            | позапартійна                                  | тимчасово не працює                              |